# Justin Lin
Justin Lin (chinês tradicional: 林詣彬, chinês simplificado: 林诣彬, pinyin: Lín Yìbīn) é um diretor, roteirista e produtor de cinema taiwanês-americano, conhecido por dirigir Better Luck Tomorrow (2002) e cinco filmes da série The Fast and the Furious (2006-2021).
Nasceu em Taipei e cresceu em Orange County, Califórnia. Frequentou a Universidade da Califórnia, em San Diego, durante dois anos.
Justin Lin está entre as personalidades da mídia que apareceram no documentário The Slanted Screen (2006), dirigido por Jeff Adachi, que fala sobre os homens asiáticos em Hollywood. 

## Filmografia
- 2023 - Fast X (produtor e roteirista)
- 2021 - Fast & Furious 9
- 2016 - Star Trek Beyond
- 2013 - Fast & Furious 6
- 2011 - Fast Five
- 2009 - Fast & Furious
- 2007 - Finishing the Game
- 2006 - The Fast and the Furious: Tokyo Drift
- 2006 - Annapolis
- 2005 - Spotlighting
- 2002 - Better Luck Tomorrow
- 2000 - Interactions
- 1997 - Shopping for Fangs